# Stazione di Monrupino
La stazione di Monrupino (in sloveno Repentabor) è una stazione ferroviaria dismessa, posta sulla linea Jesenice-Trieste (Transalpina). Serviva il centro abitato di Monrupino.

## Storia
La stazione venne attivata nel 1906 come parte della linea "Transalpina" delle Ferrovie Statali Austriache, tratta Jesenice-Trieste, con il nome di Repentabor. All'origine era dotata di due binari.
Durante la prima guerra mondiale, per far fronte al gran traffico militare, venne costruito un terzo binario, che venne mantenuto anche in tempo di pace.
Dopo la fine della guerra, con l'annessione della Venezia Giulia al Regno d'Italia, la linea passò sotto l'amministrazione delle Ferrovie dello Stato che ribattezzarono la stazione come Monrupino. Il traffico sia passeggeri che merci generato dalla stazione era alquanto modesto. Anche il traffico in transito fu soltanto locale perché le FS preferirono inoltrare i treni via Monfalcone, tra Gorizia e Trieste.
Dopo la seconda guerra mondiale il territorio venne annesso alla Jugoslavia e la stazione venne a trovarsi nella immediata prossimità del confine Italiano, che correva a poche decine di metri dagli scambi lato Opicina.  Il servizio viaggiatori venne dismesso nel 1948 a seguito della costruzione della variante interna al territorio Jugoslavo che collega Sesana (Sežana) a Crepegliano (Kreplje), dove venne attrezzato un bivio.
Il tracciato originario (via Monrupino) è rimasto attivo per il traffico merci in transito, molto intenso nel dopoguerra in quanto il collegamento tra Nova Gorica e Gorizia Centrale venne ripristinato solo nel 1960. Nella stazione i convogli sostavano prima di entrare in Italia o viceversa per controlli doganali. Il passaggio regolare di treni merci, con origine / destinazione principale dal Porto di Trieste, decrebbe dopo la apertura della nuova ferrovia per Capodistria (1967) e venne a quasi cessare alla fine degli anni '70. Negli anni '80 la linea venne percorsa solo saltuariamente da treni merci, ma nel 1985 venne rinnovato l'armamento con la contemporanea soppressione del 3º binario e modifica della geometria del 2°, che divenne il binario di corsa al posto del soppresso 3°. Sempre in quegli anni la stazione venne formalmente soppressa dalle Ferrovie Jugoslave.
Negli anni '90 ogni movimento residuo ebbe termine e la stazione, come tutto il tronco fu usata per qualche anno dalle nuove ferrovie slovene come deposito di carri non funzionanti. Successivamente la stazione, il cui edificio è rimasto utilizzato come abitazione privata, ha visto transitare solo rarissimi occasionali treni storici e turistici.